# Makiyakinabe
Makiyakinabe (巻き焼き鍋, bogst. "rulle-bradepande") er en kvadratisk eller firkantet bradepande, der bruges til at lave tamagoyaki, japanske omeletter med. Den er også kendt som Tamagoyakiki (玉子焼き器, bogst. "værktøj til omeletstegning").
I det japanske køkken bliver rullede pandekager stegt som firkantede omeletter og derefter bragt i en cylindrisk form. For at lave en rulle med ensartet tykkelse skal de tynde crêpeagtige dejstykker være firkantede. Til dette formål benyttes en kvadratisk eller firkantet pande.

## Mål og materialer
Panderne måler normalt 10x35 cm og laves af f.eks. aluminium eller støbejern. Det bedste materiale anses forzinket kobber for at være, men her kræver tilberedelsen forsigtighed, da panden ellers kan tage skade som følge af zinks lave smeltepunkt. En billigere plade med teflonlag er derfor meget udbredt i Japan. Panden er for det meste 3-4 cm dyb og vejer 0,5-2,5 kg.
Der findes tre forskellige makiyakinabe-typer: Kantou-type, Kansai-type og Nagoya-type. Kantou-typen er kvadratisk, Kansai-typen er lang og smal, og Nagoya-typen har korte brede hjørner.
- Kantou-type
  - Bredde og længde: 10-30 cm, normalt 15-25 cm
- Kansai-type
  - Bredde: 10-30 cm, normalt 15-25 cm
  - Længde: 15-35 cm, normalt mindre end en 1,5-del af bredden
- Nagoya-type
  - Bredde: 15-35 cm
  - Længde: 10-30 cm, normalt 15-25 cm